# حلبة فيورانو
حلبة فيورانو هي مضمار سباق خاص مملوك لشركة فيراري لأغراض التطوير والاختبار. يقع في فيورانو مودينيزي، بالقرب من بلدة مارانيلو الإيطالية. الدائرة حاصلة على رخصة الاتحاد الدولي للسيارات من الدرجة الأولى.

## المواصفات
بُنيت عام 1972، وكان عرضها 8.4 متر (27.6 قدم) وطولها 3000 متر (1.86 ميل). في عام 1992، أصبح طولها 3021 مترًا (1.88 ميلًا)، ثم في عام 1996 تم إدخال مسار جديد تم تجديده مما أدى إلى تقصير الطول الإجمالي بمقدار 24 متر (0.02 ميل). متوسط سرعة اللفة في الفورمولا 1 يزيد عن 160 كيلومتر في الساعة (99 ميل/س) والسرعة القصوى 290 كيلومتر في الساعة (180 ميل/س). نظرًا لأن فيورانو هي عبارة عن مسار اختبار، فإنها تحتوي على مجموعة واسعة من أنواع الزوايا، بأقطار ركنية بين 370 متر (1,213.9 قدم) و 13.71 متر (45.0 قدم). مما مكن فيراري من محاكاة الزوايا وتتبع أنواع من حلبات سباق الجائزة الكبرى الأخرى. كما هو الحال في حلبة سوزوكا، فهي على شكل رقم ثمانية.